# 哈氏角魴鮄
哈氏角魴鮄，為輻鰭魚綱鮋形目牛尾魚亞目角魚科的其中一種，分布於西印度洋區的馬爾地夫海域，棲息深度可達230公尺，體長可達8.9公分，為底棲性魚類，屬肉食性。

## 擴展閱讀
維基物種上的相關：哈氏角魴鮄